# Eliurus myoxinus
Eliurus myoxinus är en däggdjursart som beskrevs av Milne-Edwards 1885. Eliurus myoxinus ingår i släktet Eliurus och familjen Nesomyidae. IUCN kategoriserar arten globalt som livskraftig. Inga underarter finns listade i Catalogue of Life.
Arten har en kroppslängd (huvud och bål) av 117 till 136 mm, en svanslängd av 125 till 167 mm och en vikt av 51 till 75 g. Det finns en tydlig gräns mellan den gråbruna pälsen på ovansidan och den vita pälsen på undersidan. Vid huvudet är artens små öron kännetecknande (i jämförelse till andra släktmedlemmar).
Denna gnagare förekommer på västra Madagaskar. Arten når i bergstrakter 1250 meter över havet. Habitatet utgörs av olika slags skogar. Individerna vilar i trädens håligheter. Honor är cirka 24 dagar dräktiga och föder upp till tre ungar per kull.